# Rochus van den Honert
Rochus van den Honert, latinisiert Rochus Honerdus (* 13. März 1572 in Dordrecht; † 30. Januar 1638 in Den Haag) war ein niederländischer Jurist, Diplomat und neulateinischer Dichter. Er gehörte zur politischen Elite der Niederlande.

## Biografie
Die Eltern Thomas van Wezel Rochusz. und Ida de Jonge Willemsdr. gehörten zum niederländischen Kleinadel. Den von einem Flurnamen abgeleiteten Namen van den Honaert hatte Thomas van Wezel Rochusz. angenommen, und seine Nachkommen führten ihn als Familiennamen. Der Sohn Rochus besuchte in Dordrecht die Lateinschule. 1591 begleitete er Justus Lipsius und Petrus Bertius auf einer Reise durch Deutschland. Nach einem Lizentiat der Rechte legte er 1593 den Eid als Advokat vor dem holländischen Hof ab; seit 1598 war er in Den Haag ansässig und im Staatsdienst tätig. 1601 und 1602 Abgesandter von Westfriesland und Holland, war er später Mitglied des Hohen Rats von Holland. Als politischer Kommissar wurde er auf die Synode von Dordrecht 1618/19 entsandt, wo er als entschiedener Contraremonstrant auftrat.
Die Verurteilung der Remonstranten in Dordrecht hatte zur Folge, dass einige Kuratoren der Universität Leiden abgesetzt wurden; eine dieser vakanten Stellen erhielt van den Honert. Er war auch auf den Synoden in Hoorn (1623) und Enkhuizen (1624) als politischer Kommissar anwesend. Im Mai 1627 brach er mit einer Delegation der Niederlande zu diplomatischen Gesprächen mit Schweden und Polen auf, bei der es um niederländische Handelsinteressen ging. Dieser Delegation gehörten außer van den Honert noch Andries Bicker, Simon van Beaumont und Gijsbert van Boetselaar an. Während die Diplomaten am schwedischen Hof sehr ehrenvoll empfangen wurden, war dies in Polen nicht der Fall; sie kehrten unverrichteter Dinge nach Den Haag zurück. 1635 konnten Rochus van den Honert, Joachim Andreae und Andries Bicker aber eine Verlängerung des Waffenstillstands von 1629 zwischen Schweden und Polen aushandeln; die Königin Christina von Schweden schlug van den Honert zum Ritter. Die Eindrücke seiner ersten diplomatischen Mission in Schweden und Polen schrieb van den Honert in dem Werk Dagtafel nieder, das 1632 mit Illustrationen in Utrecht gedruckt wurde.
Rochus van den Honert war auch als Dichter bekannt. Er schrieb zwei neulateinische Dramen über biblische Stoffe, Thamara und Moses Legifer sive Nomenclastes (1611). Das Drama Thamara um Intrigen am Hof König Davids lässt sich auch als Parabel auf politische und religiöse Konflikte in den Niederlanden lesen. Er schrieb außerdem auch neulateinische Gedichte und Epigramme. Rochus van den Honert interessierte sich sehr für die Numismatik und stand in einem ausgedehnten Briefwechsel mit gelehrten und Dichtern seiner Zeit.

## Familie
Er heiratete am 10. Oktober 1600  in 's-Gravenhage Margaretha Hallingc (*  November 1574; † 1645). Aus dieser Ehe gingen zwei Söhne und vier Töchter hervor:
- Margarietta († 1624)
- Maria ⚭ Johann Sixtus (1594–1661), 1644–1650 Bürgermeister von 's Gravenhage
- Katharina ⚭ 1626 Niklaus Kien
- Thomas († 1672) ⚭ 1636 Baldina Nobelaar (1617–1679)
- Willemina († 1689) ⚭ Willem van der Does (1617–1668), (1659- ) Bürgermeister von 's Gravenhage
- Johann (* 1615; † 14. April 1667) ⚭ Kornelia Hallingc (1615–1681)

### Werke
- Thamara Tragoedia. Lugduni Batavorum: Patius, 1611 urn:nbn:de:bvb:19-epub-12319-0
- Moses legifer seu Nomoclastes, um 1610 (vermutlich nie gedruckt)
- Dachtafel van mijn eerste gezantschap, 1632
- Journael, van de legatie, gedaen in den iaren 1627 en 1628 by de Heeren Rochus vanden Honert, Andries Bicker, ende Simon van Beaumont, te samen by de Heeren Staten-Generael afgesonden, op den vrede-handel tusschen de Coninghen van Polen ende Sweden, Digitalisat